# Deborah Schindler
Deborah S. Schindler, vollständig Deborah Susan Schindler ist eine US-amerikanische Filmproduzentin und Leiterin von Julia Roberts Filmproduktionsfirma Red Om Films.
Nach ihrem Universitätsabschluss 1977 an der University of Wisconsin–Madison startete sie Ende der 1970er Jahre ihre Filmkarriere bei Filmregisseur Martin Scorsese, wo sie als Produktionsassistentin in Filmen wie Wie ein wilder Stier (1980), The King of Comedy (1983), Die Farbe des Geldes (1986) und Die letzte Versuchung Christi (1988) beteiligt war. 1985 leitete sie als ausführende Produzentin ihren ersten Film, Die Zeit nach Mitternacht, erneut unter der Regie Scorseses.
Anschließend arbeitete sie für Columbia Pictures, bis sie 1990 zu 20th Century Fox und ihrem damaligen Chef Joe Roth wechselte. Hier erweiterte sie ihr Aufgabenspektrum und lernte so alle wesentlichen Aufgaben des Filmgeschäfts kennen. Zehn Jahre später gründete sie mit der befreundeten Schauspielerin Julia Roberts in New York ihre eigene Filmproduktionsfirma, namens Red Om Films, die sie seither leitet. Red Om Films ist heute Teil der ebenfalls im Jahr 2000 durch Joe Roth gegründeten Filmproduktionsfirma Revolution Studios und kooperiert daher eng mit den Verantwortlichen von Revolution.
Deborah Schindler ist seit dem 9. September 1984 mit Todd M. Thaler verheiratet und lebt mit der gemeinsamen Tochter in New York.